# 3 Canum Venaticorum
3 Canum Venaticorum är en misstänkt variabel i stjärnbilden Jakthundarna. 
Stjärnan företer små variationer som fotografisk magnitud sträcker sig mellan +5,36 och 5,4 utan någon påvisad periodicitet.